# Ampelocissus hoabinhensis
Ampelocissus hoabinhensis är en vinväxtart som beskrevs av Chao Luang Li. Ampelocissus hoabinhensis ingår i släktet Ampelocissus och familjen vinväxter. Inga underarter finns listade i Catalogue of Life.